# 布若错
布若错是中華人民共和國羌塘高原的一座內流湖，地處阿里地区改则县察布乡東側，布若岗日东麓與藏色崗日西麓，湖面海拔5170公尺，面積87.5平方公里。湖区气候干燥寒冷，年均气温-6至-4℃，年均降水量100至150毫米。